# Football Club Santos Tartu 2014
Questa voce raccoglie le informazioni riguardanti il Football Club Santos Tartu nelle competizioni ufficiali della stagione 2014.

## Stagione
La squadra partecipa al campionato di terza serie.
In virtù del raggiungimento della finale dell'Eesti Karikas 2013-2014, la coppa nazionale estone, la squadra è stata ammessa all'UEFA Europa League 2014-2015 poiché l'altra finalista, il Levadia Tallinn poi vincente, ha ottenuto anche la vittoria del campionato, formazione già qualificata per la Champions League 2014-2015. Sorteggiato contro i norvegesi del Tromsø, il Santos Tartu venne eliminato con una sconfitta complessiva per 13-1, maturata nel corso del doppio confronto.

## Rosa
| N. |                    | Ruolo | Calciatore      |
| -- | ------------------ | ----- | --------------- |
| 1  | Estonia (bandiera) | P     | Siim Säesk      |
| 2  | Estonia (bandiera) | D     | Siim Valtna     |
| 3  | Estonia (bandiera) | C     | Timo Teniste    |
| 4  | Estonia (bandiera) | D     | Jaanus Võrno    |
| 6  | Estonia (bandiera) | D     | Kaarel Kallandi |
| 8  | Estonia (bandiera) | D     | Taivo Idavain   |
| 9  | Estonia (bandiera) | A     | Alar Alve       |
| 10 | Estonia (bandiera) | C     | Taavi Vellemaa  |
| 11 | Estonia (bandiera) | C     | Marko Sonn      |
| 12 | Estonia (bandiera) | D     | Kenn Laas       |
| 13 | Estonia (bandiera) | C     | Erik Vares      |
| 14 | Estonia (bandiera) | C     | Mihkel Mikheim  |

| N. |                    | Ruolo | Calciatore       |
| -- | ------------------ | ----- | ---------------- |
| 16 | Estonia (bandiera) | P     | Kaspar Kohler    |
| 17 | Estonia (bandiera) | A     | Mikk Laas        |
| 18 | Estonia (bandiera) | A     | Ivar Sova        |
| 19 | Estonia (bandiera) | A     | Robert Pluum     |
| 20 | Estonia (bandiera) | D     | Eero Eessaar     |
| 22 | Estonia (bandiera) | D     | Siim Roops       |
| 23 | Estonia (bandiera) | C     | Joonas Kartsep   |
| 24 | Estonia (bandiera) | C     | Tarvo Laurson    |
| 25 | Estonia (bandiera) | A     | Karl-Erik Vidaja |
| 26 | Ucraina (bandiera) | C     | Yuriy Flyak      |
| 27 | Ucraina (bandiera) | A     | Yuriy Vereshchak |